# Белкарагай
Белкарага́й (каз. Белқарағай) — село у складі Катон-Карагайського району Східноказахстанської області Казахстану. Адміністративний центр Белкарагайського сільського округу.
Населення — 479 осіб (2021; 608 у 2009, 1047 у 1999, 1259 у 1989).
Національний склад станом на 1989 рік:
- казахи — 100 %

Станом на 1989 рік село називалося Медведка.